# پیتزا کواترو فورماجی
پیتزا کواترو فورماجی (به انگلیسی: Pizza quattro formaggi) (ایتالیایی: [ˈkwattro forˈmaddʒi]) یا پیتزای چهار پنیر (به انگلیسی: Four cheese pizza)، نوعی پیتزای ایتالیایی است که روی آن ترکیبی از چهار نوع پنیر قرار می‌گیرد. این پیتزا می‌تواند با یا بدون سس گوجه‌فرنگی تهیه شود. پیتزا کواترو فوراجی یکی از پیتزاهای معروف در در ایتالیا و حتی سراسر جهان است به شکلی که از تصویر این پیتزا به‌عنوان نماد در منوی پیتزا فروشی‌ها استفاده می‌شود.